# Günter Elsässer
Günter Elsässer (* 24. April 1907 in Halle (Saale); † 14. Oktober 1999) war ein deutscher Psychiater und Hochschullehrer an der Universität Bonn.

## Leben
Elsässer beendete seine Schullaufbahn im Jahr 1926 mit dem Abitur an der Latina in seiner Heimatstadt. Anschließend absolvierte er ein Medizinstudium an den Universitäten Berlin, Göttingen, Wien, Freiburg und Halle. Nachdem er Ende Juli 1933 das medizinische Staatsexamen in Berlin abgelegt hatte, folgte sein Medizinalpraktikum an der Berliner Nervenklinik und Promotion zum Dr. med. Ab Anfang Juni 1935 war er Assistenzarzt an der Rheinischen Provinzialheil- und Pflegeanstalt. Später wurde er in das Beamtenverhältnis übernommen. Die Facharztausbildung zum Psychiater und Neurologen hatte er Anfang Oktober 1937 abgeschlossen. Zusätzlich zu seiner Beschäftigung bei der Rheinischen Provinzialheil- und Pflegeanstalt forschte er am Provinzial-Institut für psychiatrisch-neurologische Erforschung der Universität Bonn unter dessen ärztlichem Leiter Friedrich Panse. Beim Erbgesundheitsgericht in Bonn fungierte er zudem als Beisitzer. Anfang April 1940 wurde er zum Provinzial-Medizinalrat ernannt. Mitte Dezember 1943 habilitierte er sich und war ab Mitte Juni 1944 als Dozent an der Universität Bonn tätig.
Am 25. Juni 1937 beantragte er die Aufnahme in die NSDAP und wurde rückwirkend zum 1. Mai desselben Jahres aufgenommen (Mitgliedsnummer 4.194.684). Dem Nationalsozialistischen Deutschen Ärztebund (NSDÄB) gehörte er seit 1935 an und der NSV sowie Hitlerjugend (HJ) seit 1936; bei der HJ erreichte er im Sanitätsdienst den Rang eines Oberrottenführers. Des Weiteren war er ab 1938 Mitglied im Reichsbund der deutschen Beamten und im Reichsluftschutzbund (RLB). Dem Volksbund für das Deutschtum im Ausland (VDA) gehörte er von 1938 bis 1942 an.
Nach Beginn des Zweiten Weltkrieges wurde er Anfang September 1939 zur Wehrmacht eingezogen und war ab Januar 1940 im Reservelazarett Ensen unter Friedrich Panse eingesetzt, zuletzt im Rang eines Stabsarztes der Reserve. Im Reservelazarett Ensen setzten Panse und Elsässer hochdosierten galvanischen Strom zur Behandlung von Kriegsneurotikern ein.
Nach Kriegsende gab Elsässer im Mai 1946 an, dass er die „erbpflegerischen Bestrebungen des National-Sozialismus […] begrüsst“ habe, er sich jedoch „darüber klar war, dass die wissenschaftlichen Grundlagen dafür in vielen Einzelheiten noch erarbeitet werden müssten“. Ab 1949 war Elsässer außerplanmäßiger Professor für Psychiatrie und Neurologie in Bonn und als Landesobermedizinalrat an der Landesheilanstalt Bonn beschäftigt. Er gehörte dem Sachverständigenbeirat des Bundesarbeitsministeriums für Fragen der Kriegsopferversorgung an. Von 1958 bis 1967 war Elsässer Vorsitzender des "Instituts für analytische Psychotherapie im Rheinland e.V." (IPR). Von 1964 bis 1965 gehörte er dem Vorstand der Deutschen Gesellschaft für Psychoanalyse, Psychotherapie, Psychosomatik und Tiefenpsychologie (DGPT) an. Elsässer stellte noch 1961 in dem Standardwerk Psychiatrie und Gegenwart, Band III „Erfahrungen an 1400 Kriegsneurosen“ die Elektrosuggestivbehandlung als wirkungsvoll dar.

## Schriften (Auswahl)
- Ausfall des Coitus als Krankheitsursache in der Medizin des Mittelalters, Ebering, Berlin 1934 (= Abhandlungen zur Geschichte der Medizin und der Naturwissenschaften, 3) (zugleich Dissertation an der Universität Bonn)
- Nachkommen endogen geisteskranker Elternpaare : Beitr. zur psychiatrischen Erb- u. Krankheitslehre : T. 1. Die Nachkommen schizophrener Elternpaare, Bonn 1943 (Habilitationsschrift)

autobiografisch
- Günter Elsässer, in: Ludwig J. Pongratz: Psychiatrie in Selbstdarstellungen. Bern : Huber, 1977 ISBN 3-456-80307-9, S. 54–81